# Мохер

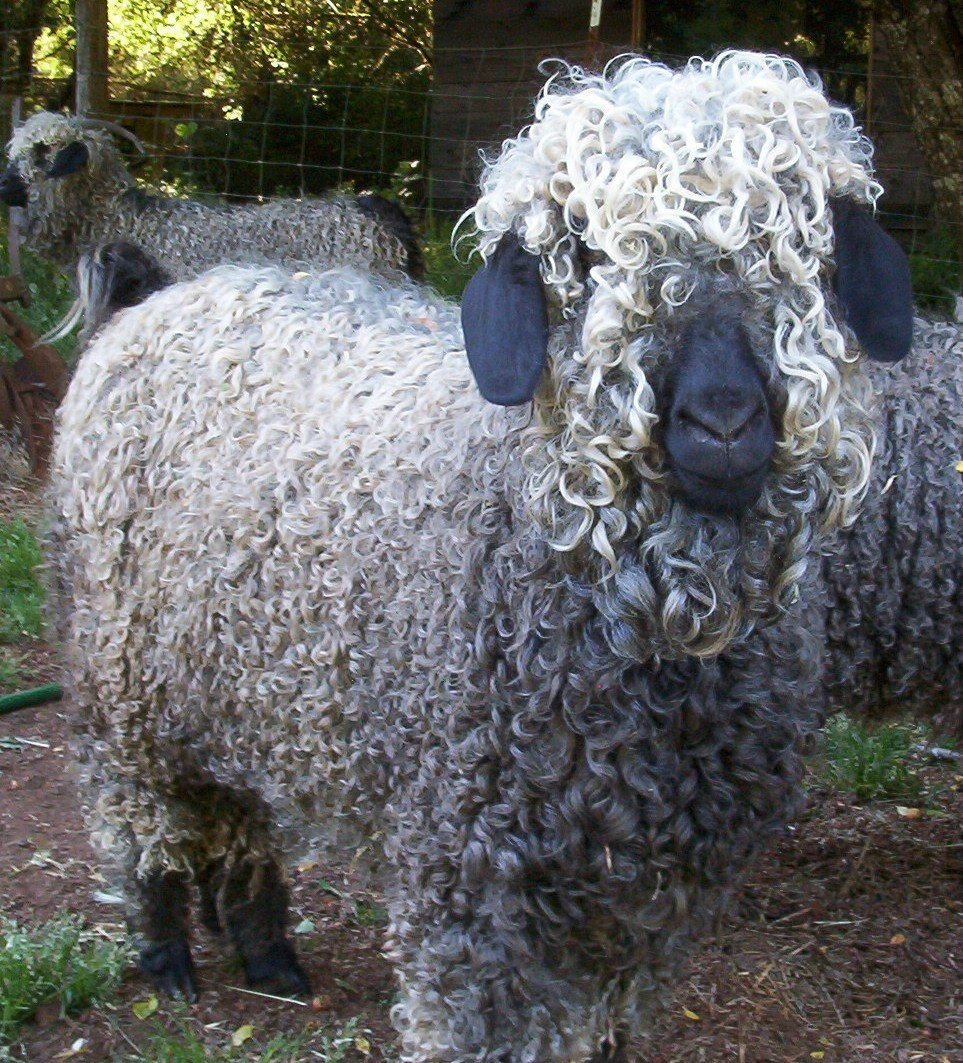
Ангорська коза

Мохе́р (від англ. mohair < араб. مُخَيَّر, «мухаяр» — «вибраний»), також анго́ра — пряжа з вовни ангорської кози та узбецького козла. Через особливості будови козячого волосу в пряжу додають інші волокна, наприклад овечу вовну або акрилове волокно. Вміст вовни ангорської кози в тканині не може перевищувати 83 %.

## Історія
Батьківщиною ангорських кіз вважається турецька провінція Анкара (Ангора), звідки вони і отримали свою назву. Тому іноді мохер називають Ангорою. Довгий час існувала заборона на вивіз із Туреччини як самих кіз, так і їх шерсті. Тільки на початку дев'ятнадцятого століття європейці стали вивозити з країни ангорських кіз і тканини з їх шерсті.
У Південній Африці виробництво мохеру з вовни завезених туди з Туреччини кіз почалося в 1938 році. В США — в 1849, переважно в Техасі. В обох регіонах виробництво мохеру стало важливою галуззю.

## Властивості та використання
Мохер досить міцний, легкий, добре зберігає тепло.
Мохер використовується для виробництва одягу (у тому числі светрів, костюмів, пальто, суконь, шарфів, шкарпеток), м'яких іграшок і предметів побуту (наприклад, волосся для ляльок, покривал, оббивного матеріалу, штор, килимів, пледів).